# 유라히메 신사
유라히메 신사(일본어: 由良比女神社 ゆらひめじんじゃ[*])는 시마네현 오키군 니시노시마쵸 우라고에 있는 신사이다. 시키나이샤 (명신대사), 오키국 이치노미야로, 구사격은 촌사이다.

## 제신
제신은 다음의 한명뿐이다.
- 유라히메노미코토 (由良比女命 (ゆらひめのみこと))

『엔키시키(延喜式)』 신명장(神名帳)에는 「由良比女神社 名神大 元名和多須神」으로, 원래는 「和多須神」인 취지가 기재되어 있으며, 제신은 와타츠미 혹은 스세리비메노미코토 라고도 한다. 『슈츄쇼 (袖中抄)』나 『토사 닛키 (土佐日記)』에서는 「치부리노카미(ちぶり神)」라고 한다.
시마마에의 전승으로는, 그 옛날 유라히메노미코토가 저통을 타고 바다를 건널 때, 바다에 담근 유라히메노미코토의 손을 오징어가 잡아 당겨서 (물었다고도 한다) 그에 대한 사과로서 매년 신사 앞 해변에 오징어가 밀려오게 되었다고 한다.

## 역사

### 개사
창건년도는 알려지지 않았다.
국사에서는 『속일본후기(続日本後紀)』 조와 9년 (842년)조에서 유라히메노미코토 (유라히메 신사), 우즈카노미코토 (나카노시마의 우즈카미코토 신사), 미즈와카스노미코토 (도고의 미즈와카스 신사)의 3사가 관사에 맡는다는 내용이 기록되어있다.
엔초 5년 (927년) 성립의 『엔키시키(延喜式)』 신명장(神名帳)에서는 오키국 치부군에 「由良比女神社 名神大 元名和多須神」라고 기재되어, 명신대사의 열에 들어있었다. 『오키국 내 신명장』에서는 「종3위상 유라히메노다이묘진」으로 보인다.
중세부터 에도 시대 중기까지는 쇠퇴해서 미약했었다. 안에이 2년 (1773년), 시마마에 13개 무라의 쇼야 (촌장)에 의해 예대제가 부흥되었다. 근세 이후에는 오키국 이치노미야를 칭했다.
메이지 5년 (1872년)에 촌사에 올랐다. 사전(社殿)은 작았지만, 메이지 22년 (1889년) 이후, 사전과 경내지가 정비되었다.

### 신계
- 종3위상 (『오키국 내 신명장』) - 표기로는 유라히메노다이묘진(由良姫大明神)

## 제사

### 신사(神事)
- 유라히메 신사 예대제 (由良比女神社例大祭)

이전에는 2년에 한번, 7월 28일, 29일에 행해졌다. 현재는 홀수년 (원호) 7월 마지막 토요일, 일요일 밤에 행해진다. 2척의 대형 어선을 연결시킨 신선(神船)에 미코시(神輿)를 싣고 배 안에서 시마마에카구라를 연주하며 유라를 출발해, 우라쿄만으로 바다를 건넌다. 미코시(神輿)는 동네를 행진하고 난 뒤, 궁사의 집에서 하루 밤을 자고, 다음 날 밤에 다시 바다를 건너 우라쿄에서 신사로 환어한다. 이 왕래의 신행제는 시마마에, 시마고의 축제 중 가장 성대한 젊은이들의 미코시메기를 볼 수 있다.

## 경내

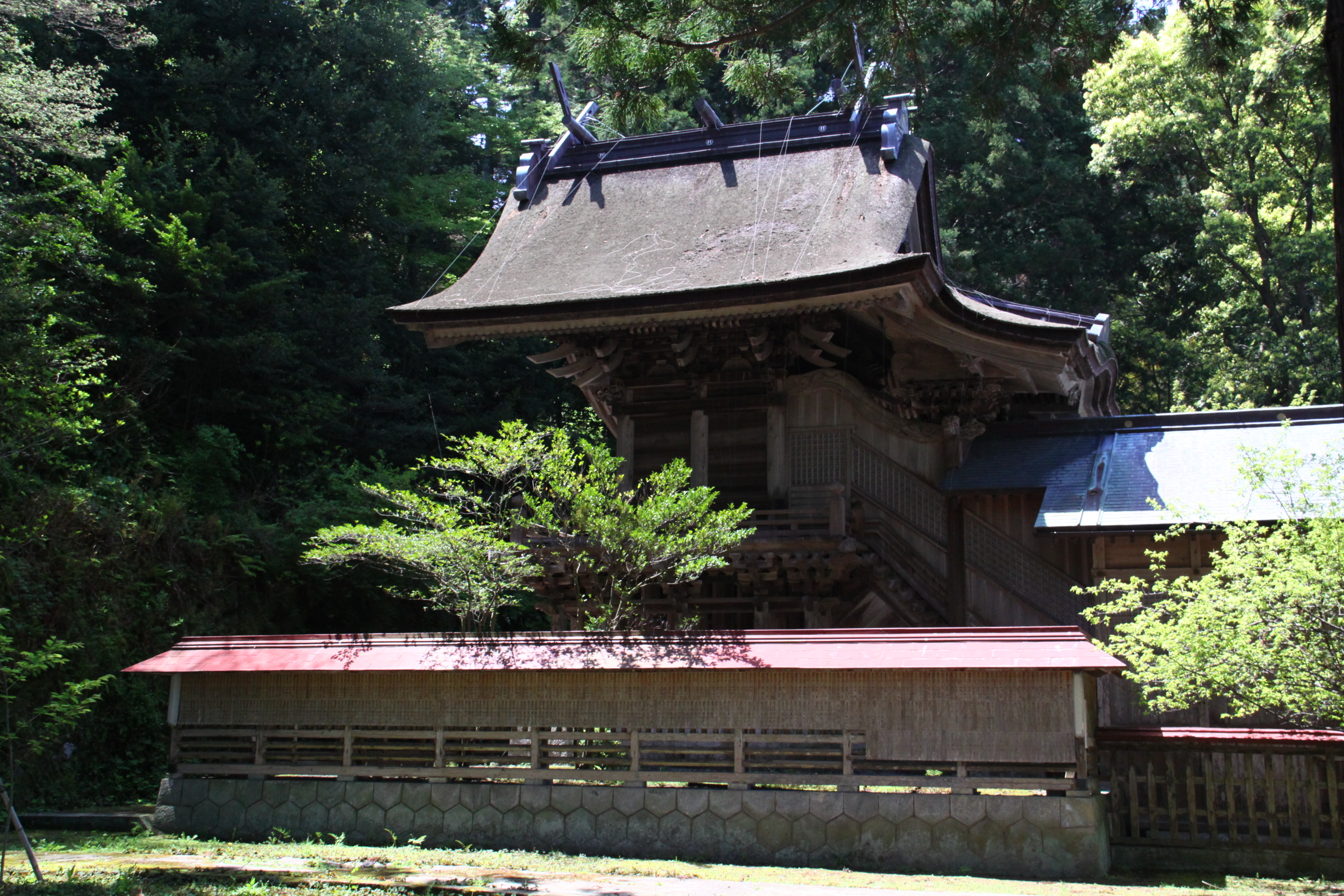
본전 (니시노미야쵸 지정 문화재)

- 본전

메이지 22년 (1889년)에 조영. 니켄샤(二間社) 카스가즈쿠리 변태. 향배당파풍. 안내판에 따르면, 예전에는 「타이샤즈쿠리 변태(大社造変態)』라고 칭했으나, 현재는 「카스가즈쿠리 변태」로 여겨진다고 한다. 또, 이즈모에서는 이 양식을 묘진즈쿠리(明神造)라고 부른다고 한다. 니시노시마쵸 지정 유형 문화재로 지정되어있다.

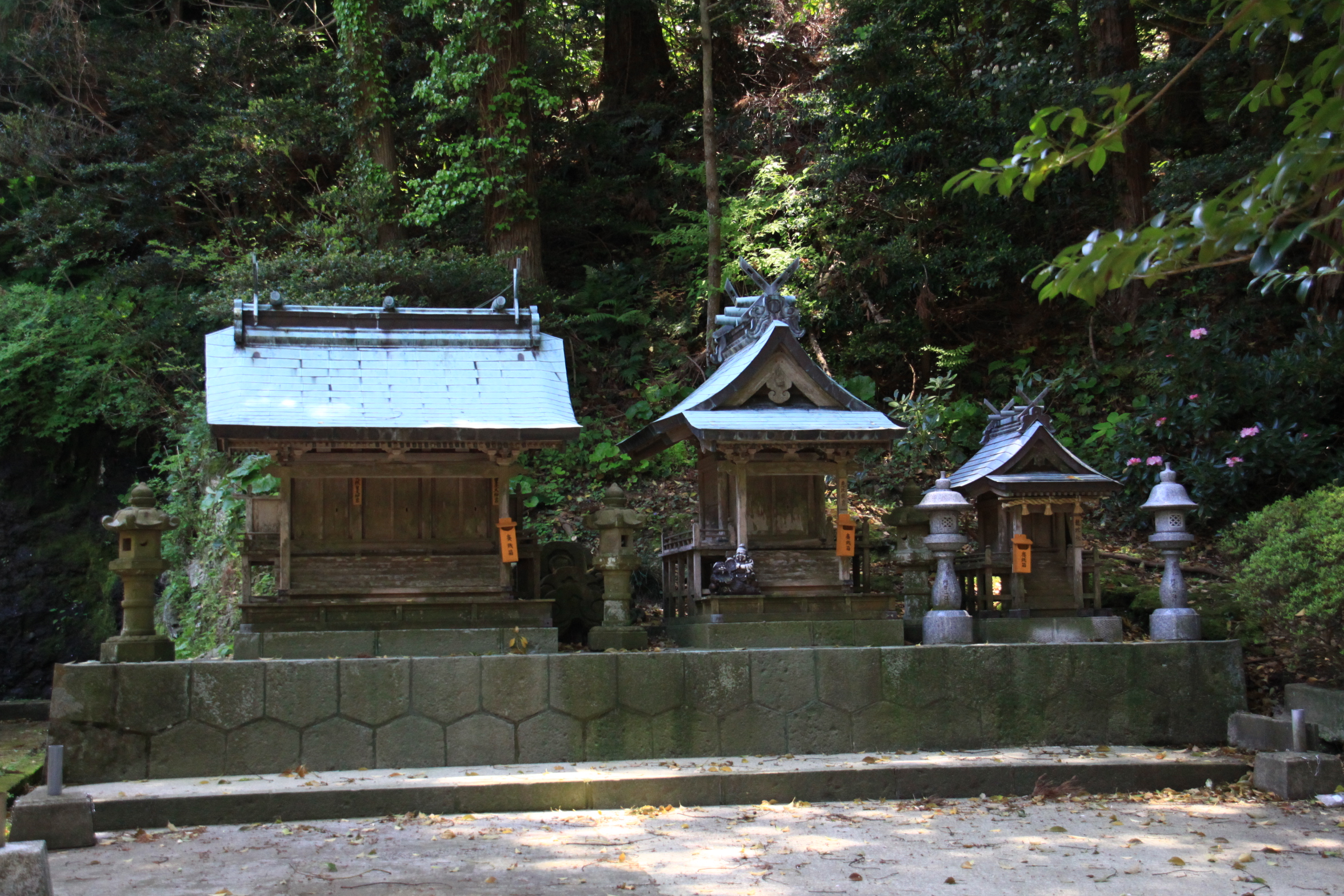
경내사 (배전 서쪽, 왼쪽이 이즈모타이샤, 중앙이 에비스궁, 오른쪽이 류자샤)
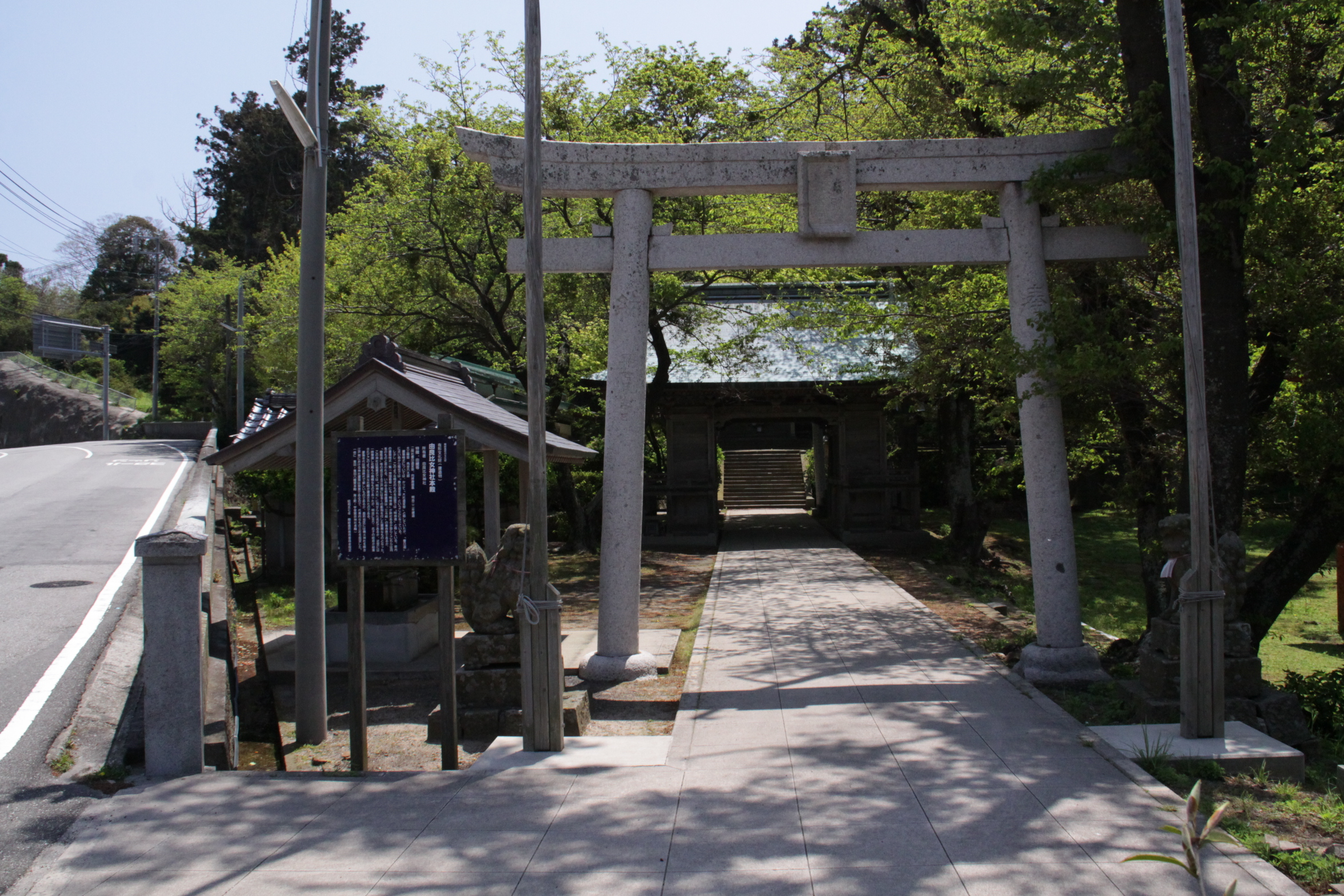
이치노토리이 (현도315호 옆. 안쪽이 즈이신몬. 더 안쪽으로는 스이신몬 뒤쪽으로 니노토리이
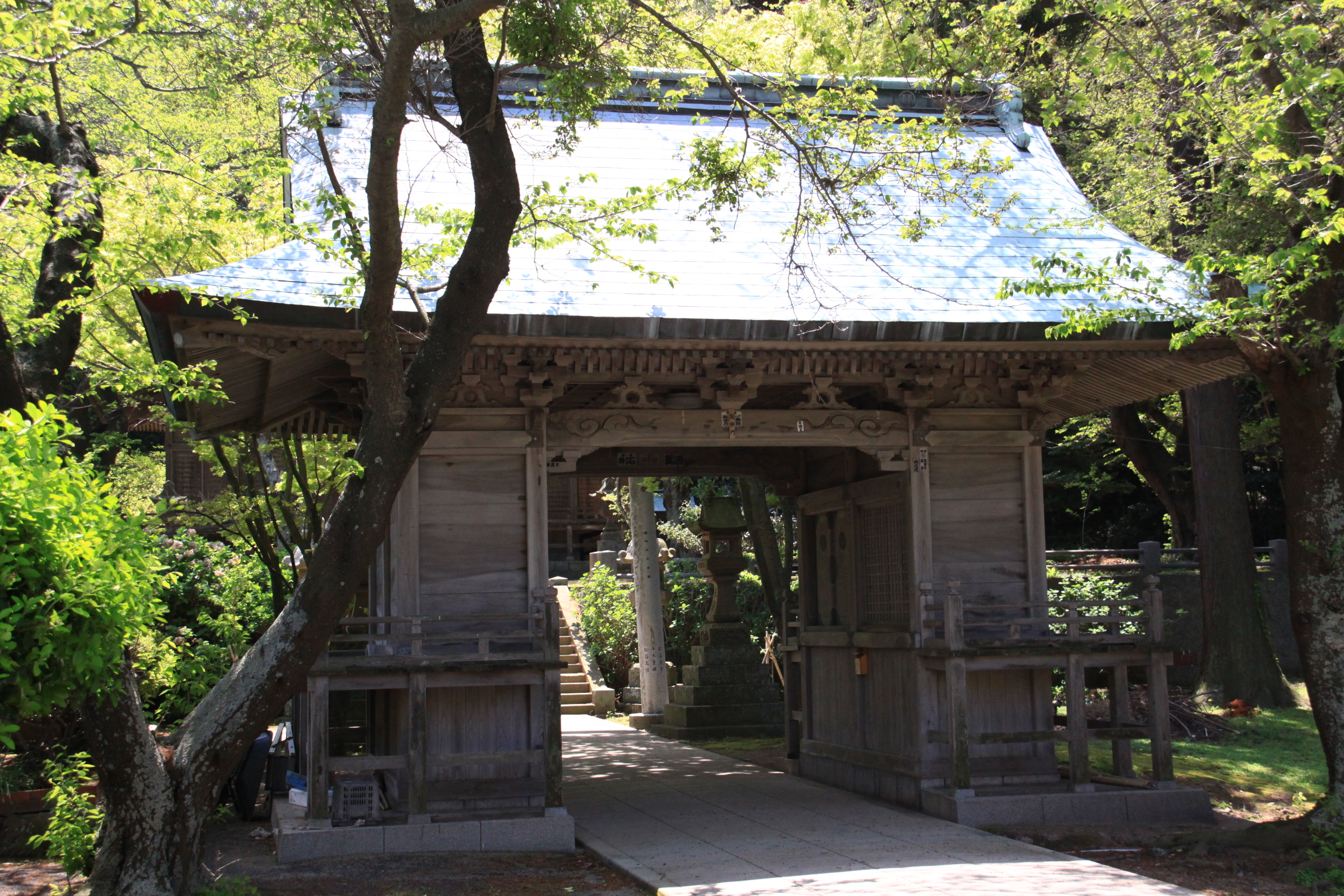
즈이신몬 (참도 좌주에 좌대신・우대신상)
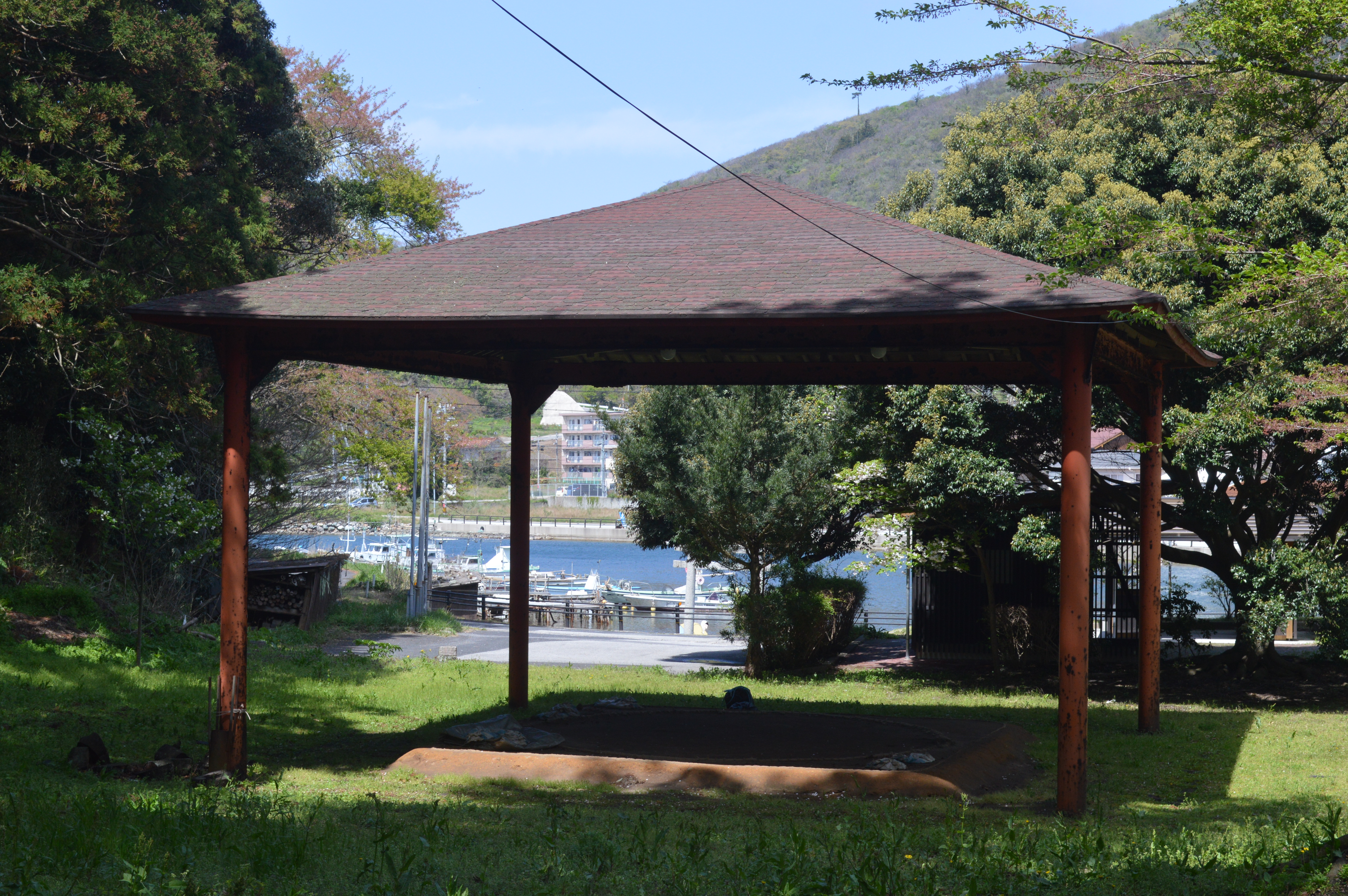
도효 (스모)

### 니시노시마쵸 지정 문화재
- 유형문화재
  - 본전 (건축물) - 1982년 (쇼와 57년) 3월 7일 지정

## 전승

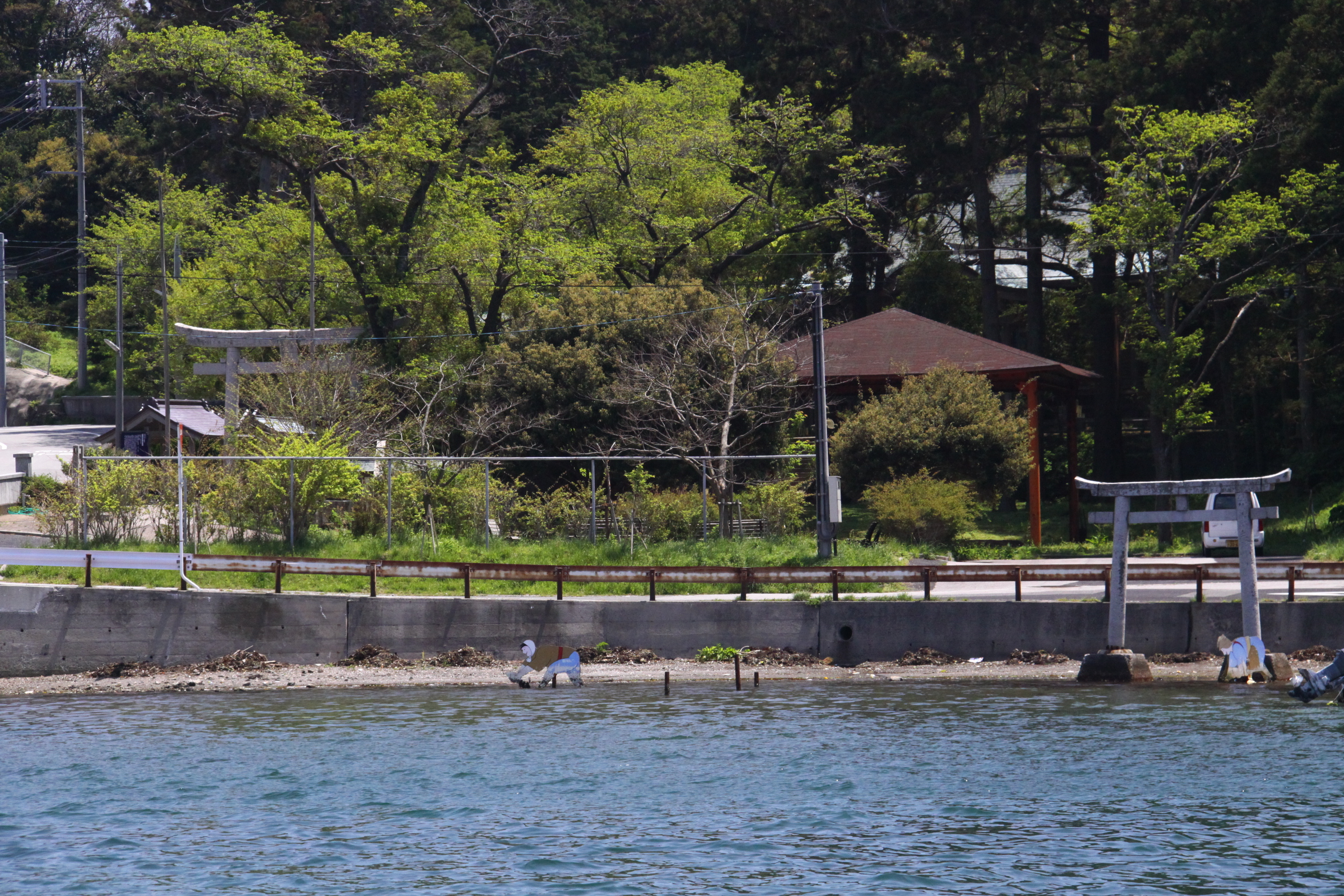
유라 해변 (오징어 모임 해변)

해상 토리이 (오른쪽 아래)가 있는 신사 앞의 유라 해변은 매년 10월부터 이듬해 2월까지 오징어가 몰려와, "오징어 모임의 해변(いか寄せの浜)"으로도 불린다. 치부무라의 전승으로는 본래 치부무라 오적 해변(烏賊浜)에 있던 당 신사가 유라로 옮겨간 이후, 오징어는 유라로 모이게 되었다고 한다.
제신인 유라히메가 저통(苧桶)을 타고 먼 바다에서 오는데, 손으로 바닷물을 헤치며 포구를 향해 오던 중, 오징어가 유라히메의 손을 잡아당기기도 하고, 깨물기도 하였다고 한다. 그에 대한 사과로, 매년 가을이면 오징어 떼가 신사 정면 해변으로 몰려오게 되었다. 현지인들은 유라히메의 영험함이라고 하며 기뻐하여, 물가에 판잣집과 많은 오두막을 짓고, 온 가족이 총출동하여 오징어를 건져내었다.
원래, 치부리시마의 고해에 자리를 잡고 있던 유라히메 신사가 우라쿄(浦郷)로 옮겨지면서, 치부리시마에 오징어가 오지 않게 되었다고 전해진다. 또한, 니시노시마의 사람들이 치부리시마에 오징어가 몰려드는 것을 부러워해서, 신체(神体)를 훔쳐 우라쿄 지구로 이전시켰다고도 한다. 이 신은 진무 천황 때 오징어를 들고, 저통을 타고 신사 토리이 근처의 다다미 돌에 출현했다는 전설이 남아있다.
또 일설에는, 이 신은 스세리히메노미코토(須勢理姫命)으로 저통을 타고 우라쿄로 오다가 손을 바닷물에 씻었을 때, 오징어가 장난을 치다가 신의 손을 건드렸기 때문에 혼났다고 한다. 매년 10월 29일, 유라히메의 마츠리의 날은 '신의 귀가(神帰り)'라는 어좌입신사(御座入神事)를 지내는데, 오징어가 들어오는 것을 '신의 귀가(神帰り)'의 증거로 삼고 있다. 흔히 이 신을 "유대명신(鯣大明神)"이라고 하는 것은 이러한 오징어와의 관계가 있었기 때문이다.

## 같이 보기

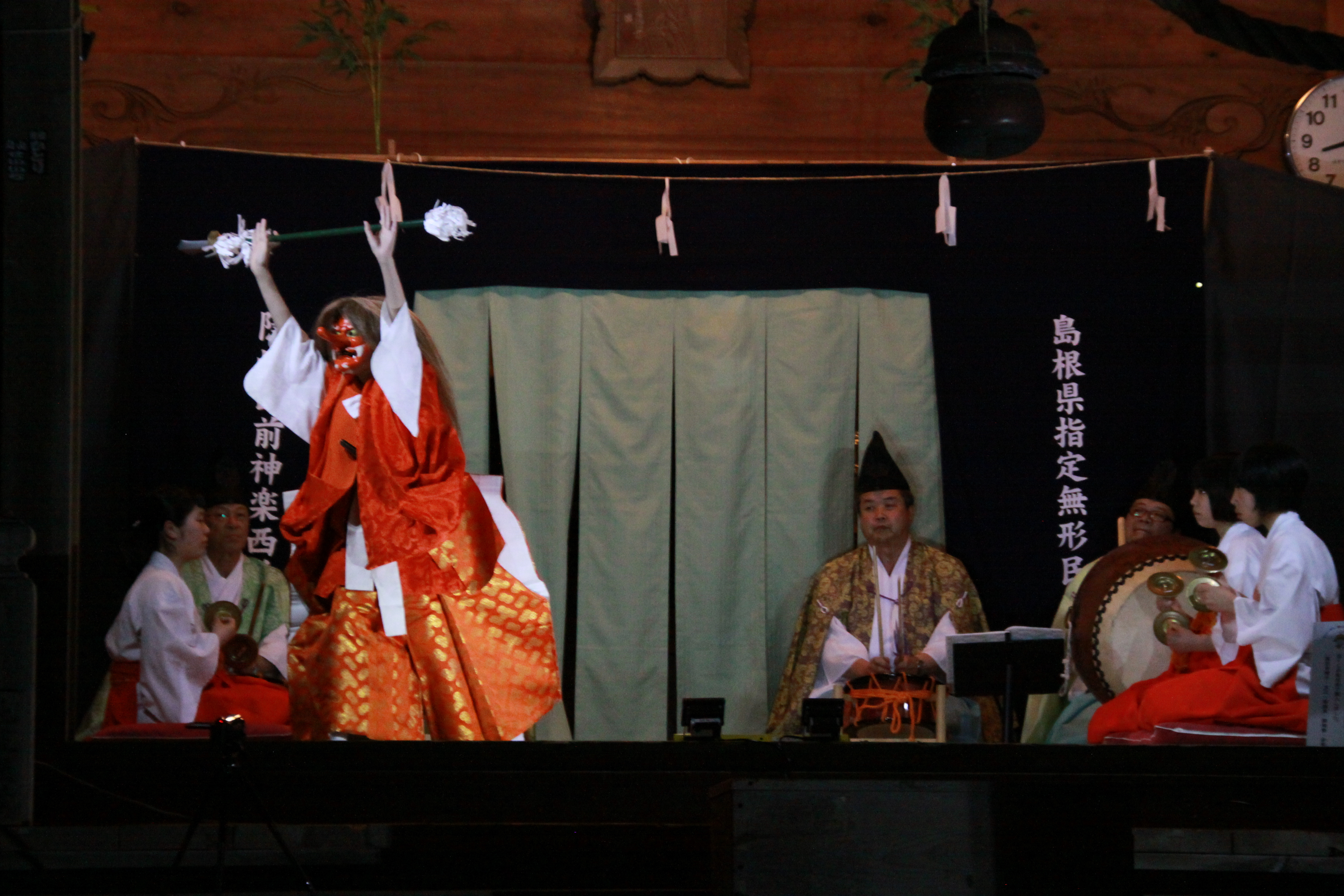
유라히메 신사에서 행해진 오키도우젠카구라

- 오키도우젠카구라